# SS Afric
El SS Afric fue un transatlántico británico propiedad de la White Star Line. Era el primero de los cinco buques de la clase Jubilee, unos transatlánticos capaces de transportar más de 300 pasajeros así como carga refrigerada con destino a Sudáfrica y Australia. La carrera del Afric en este rumbo solo fue interrumpida por una misión de transporte de tropas durante la Segunda Guerra Bóer.
Durante la Primera Guerra Mundial fue requisado por el gobierno australiano para el transporte de tropas. Bajo estas circunstancias, fue torpedeado y hundido en la costa británica en 1917.

## Historia

### Construcción
El Afric fue construido en Belfast por los astilleros navales Harland and Wolff, al lado del Medic y el Persic, con el fin de servir en Sudáfrica y Australia para la White Star Line. Al igual que los otros dos buques, el Afric pertenecía a la clase Jubilee, la cual posteriormente estaría formada por dos buques más: el Runic y el Suevic. El Afric fue botado el 6 de noviembre de 1898 y fue terminado en los tres meses siguientes. Era capaz de transportar 320 pasajeros, así como una considerable carga en unos compartimentos refrigerados situados en la proa.

### Carrera y naufragio
El 8 de febrero de 1899, el Afric realizó su viaje inaugural entre Liverpool y Nueva York. Después regresó a Belfast, donde se le hicieron algunas modificaciones para realizar su servicio australiano.
Posteriormente, el Afric realizaría una carrera casi permanente en la ruta Liverpool - Ciudad del Cabo - Sídney. También llegó a transportar algunas tropas a Ciudad del Cabo durante la segunda guerra bóer. En 1900 (un año después de su viaje inaugural), el Afric realizó otra travesía transatlántica hacia Nueva York.
Cuando empezó la Primera Guerra Mundial, fue requisado por el gobierno australiano para el transporte de tropas. El 12 de febrero de 1917, mientras navegaba al sur de las costas inglesas, fue atacado por el submarino alemán UC-66 comandado por Herbert Pustkuchen, que primero disparó un torpedo, matando a cinco miembros de la tripulación. Después dejaron evacuar el buque antes de hundirlo con un segundo torpedo. El naufragio del Afric causó un total de 22 víctimas. 145 personas lograron sobrevivir.